# ماريا فيتزباتريك
ماريا ميشيل فيتزباتريك (من مواليد 18 فبراير 1949) هي سياسية كندية تم انتخابها في الانتخابات العامة لألبرتا، 2015 حيث انضمت إلى الجمعية التشريعية في ألبرتا التي تمثل الدائرة الانتخابية في ليثبريدج-إيست . 
ولدت فيتزباتريك ونشأت في سانت جونز ونيوفاوندلاند ولابرادور . هي عداءة سابقة شاركت في الألعاب الصيفية الكندية، وبطولة الكندية للسباق والمسابقات، والبطولات الوطنية للجامعات المغلقة، وألعاب هاليفاكس هايلاند، وألعاب أنتجونيش هايلاند، وبطولة المقاطعات الملكية الكندية الملكية. في عام 1969 ، تم تسميتها أفضل رياضي في سانت جونز. وفي وقت لاحق، دربت العديد من فرق سباقات المضمار والميدان في مناطق يوكون، وأقاليم الشمال الغربي، وألبرتا. في عام 2005 ، تم أضافة اسمها إلى في قاعة المشاهير في Newfoundland و Labrador Athletics Association of Fame. فيتزباتريك هي أمين في مجلس العمل في ليثبريدج، نائب رئيس الاتحاد الكندي للجامعات، ورئيس اللجنة الإقليمية للمرأة في تحالف الخدمة العامة في كندا. عملت لمدة 32 عامًا مع دائرة الإصلاح في كندا، وكان آخرها إدارية المشروع.  
في نوفمبر / تشرين الثاني 2015 ، خلال مناقشة مشروع قانون خاص من أجل تحسين الدعم لضحايا العنف المنزلي ، تحدث فيتزباتريك في المجلس التشريعي عن تجربتها الخاصة حيث تزوجت من زوج مسيء في السبعينيات.  حصلت على تصفيق حار في الهيئة التشريعية لخطابها، ووافق مشروع القانون بالإجماع على القراءة الثانية بعد ذلك بقليل. 